# Волчковский район (РСФСР)
Волчковский район — административно-территориальная единица в составе Воронежской и Тамбовской областей, существовавшая в 1935—1963 годах. Центр — село Волчки.
Волчковский район был образован в составе Воронежской области 18 января 1935 года. В его состав вошли Александровский, Богушевский, Больше-Знаменский, Волчковский, Дмитриевский, Ивановский, Красносельский, Плоскинский, Рахманинский, Таракановский и Тютчевский сельсоветы Шехманского района.
4 февраля 1939 года Волчковский район был передан в Тамбовскую область.
5 января 1941 года Волчковскому району были переданы Боголюбский и Озёрский сельсоветы, выделенные из Покрово-Марфинского района, а 8 марта 1941 года - Найдёновский сельсовет, выделенный из того же Покрово-Марфинского района.
30 октября 1959 года к Волчковскому району была присоединена часть упразднённого Покрово-Марфинский район, а также часть Юрловского района.
1 февраля 1963 года Волчковский район был упразднён, а его территория передана в Петровский район.